# 2007年民主進步黨總統提名選舉
民主進步黨第十二任總統提名選舉，於2007年（民國九十六年）4月19日舉行，是民主進步黨所舉辦的第四次中華民國總統候選人初選。

## 歷史
因應時任中國國民黨主席馬英九宣佈參選2008年中華民國總統選舉，民進黨中常會於2007年2月14日決議總統與立委初選同在3月1日公告。總統初選於3月5日至3月9日受理登記，5月6日和立委初選合併舉行黨員投票，5月7日到5月28日進行民調，5月30日公告總統提名人選。泛綠陣營中首位表態參加初選的是前行政院院長謝長廷，於2月16日率先表態參選；民主進步黨主席游錫堃、行政院院長蘇貞昌分別於2月22日、2月25日表態參選；即將卸任的中華民國副總統呂秀蓮於3月6日宣布參選，並隨即至民進黨中央黨部登記，成為各政黨首位正式完成黨內登記的候選人。而謝、游、蘇三人則在3月8日登記，以上參選四人一般被稱為民進黨內四大天王。游錫堃於3月14日至5月9日請假角逐本次初選，蔡同榮擔任民進黨代理主席。
四大天王在初選時的主要競選口號、訴求分別如下：
- 呂秀蓮：「再造美麗島，台灣 go go go」；完成國家正常化與台灣全球化，推動與中國的建設性交往。
- 游錫堃：「捍衛台灣真堅定，值得信賴游錫堃」；建立台灣成為一個正常的國家，任期內達成台灣獨立。
- 謝長廷：「台灣維新、和解共生」，「關鍵時刻、挺身而出」；終結政治惡鬥、民主內戰，讓台灣長久安定和平。
- 蘇貞昌：「台灣若要贏，就要蘇貞昌」；建立一個正常、完整、美麗、偉大的國家，堅持台灣主體意識。

3月24日，台灣社與三立電視主辦《向人民報告：2008民進黨總統參選人辯論會》，三立電視新聞部總編輯陳雅琳主持，游、蘇、謝三人參加，呂秀蓮以非民進黨主辦為由未參加。 
之後民進黨分別在4月14日於創黨所在地圓山大飯店、4月21日於嘉義市、5月3日於高雄市，一共舉行三場總統參選人電視辯論會，參選四人均到場參加。民進黨於4月19日辦理黨內初選號次抽籤，結果為：1號謝長廷、2號蘇貞昌、3號呂秀蓮、4號游錫堃。5月6日，民進黨舉行黨員投票，投票結果如下：
| 號次 | 姓名   | 得票   | 得票率 |  |
| ---- | ------ | ------ | ------ |  |
| 1    | 謝長廷 | 62,851 | 44.66% |  |
| 2    | 蘇貞昌 | 46,997 | 33.40% |  |
| 3    | 呂秀蓮 | 8,668  | 6.16%  |  |
| 4    | 游錫堃 | 22,213 | 15.78% |  |

由於初選結果謝長廷在黨員投票大幅領先，第二名的蘇貞昌與謝有將近1萬6千票的差距，加上黨員投票前各項民調均顯示謝長廷取得領先，當晚蘇貞昌與游錫堃即表示退出或放棄初選，只有呂秀蓮表示將發揮運動家精神走完全程；不過經過一夜的協調，第二天呂秀蓮公開宣佈支持謝長廷，使得民進黨迅速整合，而黨內總統初選民調停止作業，在只有黨員投票的情況下完成黨內初選。
副手方面，外界普遍認為蘇貞昌和葉菊蘭的可能性最大；最後於2007年8月15日下午，謝長廷宣布蘇貞昌為副手。

## 黨政媒體介入
由於三立電視董事長林崑海與謝長廷私交甚篤，三立新聞台政論節目《大話新聞》全力支持謝長廷、批評蘇貞昌，在民進黨內「甚至可以影響黨內初選」；2012年5月25日，一名與《大話新聞》主持人鄭弘儀有交情的民進黨立法委員說，其實鄭弘儀有私下反省當時的作為，曾向黨內人士說不會重蹈覆轍，「因此後來的總統大選及黨主席選舉，《大話》都不再談」。
2007年3月至2007年5月，台灣北社副社長金恆煒主持民視新聞台政論節目《台灣嗆聲》，在本次初選中公然以此節目全力護航游錫堃、攻擊其他三位候選人。
2007年4月16日，《自由時報》A3版大篇幅刊登蘇貞昌專訪，該版約有九成版面是蘇貞昌的訪談內容，謝長廷與游錫堃的報導被擠到右下角一小塊版面，完全沒有呂秀蓮的報導；但蘇貞昌陣營連續多日一再以「媒體弱勢」自居，指控謝長廷與游錫堃等是「媒體寵兒」。
2007年4月17日，民進黨立委高建智在立法院質詢蘇貞昌時說，《自由時報》不但大幅報導蘇貞昌專訪內容以幫蘇貞昌「拚政績」，還講蘇貞昌主張「衝衝衝」，還講新潮流系與綠色友誼連線有上萬票黨員票要在本次初選支持蘇貞昌；民進黨立委王世堅則說，《自由時報》大篇幅吹捧蘇貞昌、刻意羞辱謝長廷，可見該報已經成為「自由蘇報」，他呼籲特定媒體不應介入本次初選。對於高建智的指控，蘇貞昌始終面帶微笑、沒有多做回答。《自由時報》不願回應王世堅的批評。
2007年5月6日晚上，呂秀蓮說，三立電視近幾年來都在支持謝長廷，「所以當大家都在喊著『政治要退出媒體』的時候，其實大家都忽略了：謝長廷這次會這麼贏，我想，鄭弘儀可以去當謝的高官了，貢獻最大的是他，不過對我傷害最大的也是《大話新聞》」。同月8日上午，民進黨立委兼蘇貞昌競選辦公室發言人林育生說，蘇貞昌在本次初選中落敗，其實是輸給三立電視，而非輸給謝長廷。
2007年6月16日，前自立報系記者鄒麗泳說，打著「台灣人的電視台」、「台灣人的電台」或「台灣人的報紙」之類口號的「本土媒體」公然介入本次初選，各擁其主，成為特定參選人的啦啦隊；本土媒體談話性節目品質江河日下，「李濤化」愈來愈明顯，言論單一性、立場極端。
2008年5月16日，台灣北社社長張學逸說，幾家向來為「本土人士」所收看或收聽的電視台與廣播電台都未能記取過往慘痛教訓，在2008年民主進步黨主席選舉中對各參選人採取明顯偏頗態度，失去應有的中立性與客觀性。
2011年1月13日，政治評論家江春男說，民進黨初選制度採計黨員投票，最大弊端是「很容易變成在本黨同志中尋找敵人，派系動員，媒體介入，政策辯論變為人身攻擊，排藍條款變為忠貞調查」。
2011年5月15日，前《自由時報》專欄作家、前《新台灣新聞週刊》社長詹錫奎（老包）表示，現在的《自由時報》內部「盡是阿諛之輩」，以「台派媒體」姿態不斷鼓勵被民意幾度淘汰的蘇貞昌，抵制同屬台派陣營但獲得民意支持的謝長廷與蔡英文。2012年12月31日，詹錫奎披露，在《自由時報》內部會議中，曾經有人委婉勸告該報創辦人林榮三不要利用媒體公器襄助新潮流系與蘇系，卻被林榮三大罵「不支持蘇貞昌，要支持誰」。2015年5月22日，詹錫奎說，陳水扁政府時代，「本土大報」《自由時報》全力捧蘇貞昌、打謝長廷，「蘇自己能量不足未能出線，該媒體甚至鼓吹支持者『含淚不投票』，暗助馬英九上台」。
2012年4月13日，國立中山大學退休教授暨前建國黨決策委員陳茂雄承認，綠營媒體的習性是二分法，其言論只要讓深綠人士興奮而已，連「假裝公正」都懶得做。由於二分法的習性，綠營媒體被絕大部分中間選民視為政治宣傳機構，所以在介入藍綠對決時不容易發揮影響力，介入民進黨內鬥時卻會將其支持對象的對手打得體無完膚。